# 梅雷邁埃
梅雷邁埃，是愛沙尼亞沃魯縣塞托马市镇内的村庄，位於該國東南部，曾是原梅雷邁埃市镇的行政中心，處於首都塔林東南面250公里，海拔高度147米，2012年該村庄人口147。
57°44′52″N 27°27′22″E / 57.74778°N 27.45611°E